# Marco Rojas
Marco Rodrigo Rojas (Hamilton, 5 november 1991) is een Nieuw-Zeelands voetballer van Chileense afkomst die doorgaans als vleugelspeler speelt. Hij verruilde in januari 2019 sc Heerenveen voor SønderjyskE. Rojas debuteerde in 2011 in het Nieuw-Zeelands voetbalelftal.

## Clubcarrière
Rojas komt uit de jeugdopleiding van Waikato. Hij debuteerde op 13 september 2009 voor Wellington Phoenix in de A-League, tegen Melbourne Victory. Rojas tekende op 11 maart 2011 een tweejarig contract bij Melbourne Victory. Hij maakte vijftien doelpunten in 51 competitiewedstrijden voor die club. Hij werd aan het einde van het seizoen 2012/13 uitgeroepen tot Australisch voetballer van het jaar en beste jongere.
Op 8 mei 2013 werd bekendgemaakt dat Rojas een vierjarig contract met VfB Stuttgart overeenkwam, dat vanaf het seizoen 2013/14 inging. Hij speelde geen enkele wedstrijd voor Stuttgart; in het seizoen 2014/15 werd Rojas verhuurd aan Greuther Fürth, waarvoor hij drie competitiewedstrijden speelde in de 2. Bundesliga. Voorafgaand aan het seizoen 2016/17 keerde Rojas terug in Australië, waar hij gedurende het seizoen dertien doelpunten in 25 competitiewedstrijden maakte voor Melbourne Victory.

## Clubstatistieken
| Seizoen | Club               | Land          | Competitie               | Wed. | Doelp. |
| ------- | ------------------ | ------------- | ------------------------ | ---- | ------ |
| 2008/09 | Waikato            | Nieuw-Zeeland | New Zealand Championship | 13   | 1      |
| 2009/10 | Wellington Phoenix | Australië     | A-League                 | 4    | 0      |
| 2010/11 | Wellington Phoenix | Australië     | A-League                 | 17   | 2      |
| 2011/12 | Melbourne Victory  | Australië     | A-League                 | 23   | 0      |
| 2012/13 | Melbourne Victory  | Australië     | A-League                 | 27   | 15     |
| 2013/14 | VfB Stuttgart      | Duitsland     | Bundesliga               | 0    | 0      |
| 2014/15 | → Greuther Fürth   | Duitsland     | 2. Bundesliga            | 3    | 0      |
| 2014/15 | → FC Thun          | Zwitserland   | Super League             | 17   | 2      |
| 2015/16 | → FC Thun          | Zwitserland   | Super League             | 20   | 2      |
| 2016/17 | Melbourne Victory  | Australië     | A-League                 | 25   | 13     |
| 2017/18 | Sc Heerenveen      | Nederland     | Eredivisie               | 22   | 4      |
| 2018/19 | Sc Heerenveen      | Nederland     | Eredivisie               | 3    | 0      |
| 2018/19 | SönderjyskE        | Denemarken    | Superligaen              | 0    | 0      |
| Totaal  | Totaal             | Totaal        | Totaal                   | 174  | 39     |

## Interlandcarrière
Rojas debuteerde op 25 maart 2011 in het Nieuw-Zeelands voetbalelftal, in een oefeninterland tegen China. Op 11 september 2012 scoorde hij in een WK-kwalificatiewedstrijd tegen de Salomonseilanden. Rojas nam in juni 2017 met Nieuw-Zeeland deel aan de FIFA Confederations Cup in Rusland, waarop in de groepsfase driemaal werd verloren.

## Erelijst

### Individueel
- Oceanisch voetballer van het jaar

2012